# Sonatine de Casella
Pour les articles homonymes, voir Sonatine (homonymie).
La Sonatine, op. 28, est une œuvre pour piano d'Alfredo Casella composée en 1916.

## Composition
Alfredo Casella compose sa Sonatine op. 28 en 1916. La partition, dédiée au compositeur américain Blair Fairchild, est publiée l'année suivante par les éditions Ricordi.

## Présentation
L'œuvre est en trois mouvements :
1. Allegro con spirito à 
 avec de nombreux changements de mesures ;
2. Menuet. Tempo di minuetto tradizionale (Allegretto molto moderato) à 
 avec des mesures à 
 ;
3. Finale. Veloce molto à 
 et 
 en alternance régulière puis Tempo di marcia grave e solenne à 
 et 
, etc. la fin Largamente, pomposo e smagliante à 
, 
 et 
.

## Analyse
La Sonatine d'Alfredo Casella, comme l'ensemble de son œuvre pour piano, n'est pas abordée dans le Guide de la musique de piano et de clavecin sous la direction de François-René Tranchefort, en 1987. Guy Sacre, qui estime que « l'histoire est injuste et se trompe souvent », retient « la Sonatine, qui parle haut, net — et bref ». Selon lui, cette partition est une « merveilleuse réussite, un modèle du genre, et peut-être, dans sa concision et sa clarté, le chef-d'œuvre du piano de Casella ».
Dans la marche conclusive, « scandée par une pédale de do , ponctuée d'accords imitant le gong, une citation du Turandot de Carlo Gozzi vient, à point, insister sur ce caractère alla Chinese ».

## Discographie
- Casella: Complete Piano Music (3 CD), CD 2, Michele d’Ambrosio (piano), Brilliant Classics 9281, 2014[5].